# Léon Bosramiez
 (juillet 2020).
Si vous disposez d'ouvrages ou d'articles de référence ou si vous connaissez des sites web de qualité traitant du thème abordé ici, merci de compléter l'article en donnant les références utiles à sa vérifiabilité et en les liant à la section « Notes et références ».
Léon Henri Bosramiez, né le 8 mai 1923 à Bondy et mort le 22 octobre 2005 à Saint-Étienne, est un sculpteur français. 

## Biographie
Léon Bosramiez commence sa carrière artistique à l'École des arts appliqués, puis entre à l'École des beaux-arts de Paris.
Élève de Robert Wlérick et de Gaumont, il obtient le premier grand prix de Rome de sculpture en 1947 en réalisant un bas-relief représentant Minerve aveuglant Tirésias.
Il a été professeur de sculpture aux Beaux-Arts de Saint-Étienne.